# Marsannay-la-Côte
Marsannay-la-Côte település Franciaországban, Côte-d’Or megyében. Lakosainak száma 5440 fő (2022. január 1.). Marsannay-la-Côte Chenôve, Perrigny-lès-Dijon, Corcelles-les-Monts, Couchey, Fénay és Longvic községekkel határos.

## Népesség
A település népességének változása:
| Lakosok száma | 4060 | 5941 | 5216 | 5271 | 5200 | 5192 | 5348 | 5311 | 5311 | 5440 |
|               | 1968 | 1982 | 1990 | 2006 | 2013 | 2015 | 2017 | 2019 | 2020 | 2022 |